# José Figueres Ferrer
José María Hipólito Figueres Ferrer, ofta kallad Pepe Figueres, född 25 september 1906 i San Ramón i Alajuela i Costa Rica, död 8 juni 1990 i San José, var vid tre tillfällen Costa Ricas president: 1948–1949, 1953–1958 och 1970–1974.
Figueres Ferrers kritik av Rafael Ángel Calderóns högerregering ledde i juli 1942 till att han skickades i exil till Mexiko, där han tillbringade två år. Calderón, som 1944 lämnat presidentposten, ställde 1948 upp för återval men förlorade mot Otilio Ulate. Därefter försökte den lagstiftade församlingen ogiltigförklara valet och återinsätta Calderón. Figueres Ferrer ledde då ett uppror till stöd för Ulate, med hjälp av vapen och ammunition som han hade gömt på sin plantage nära Cartago. Efter två månaders inbördeskrig kapitulerade Calderóns styrkor, trots stöd från Nicaraguas starke man Anastasio Somoza García.
Efter inbördeskriget skrevs en ny konstitution av en junta som dominerades av Figueres Ferrer, där bland annat landets armé upplöstes och rösträtt för kvinnor och mörkhyade invånare infördes. Därutöver nationaliserade banksektorn. Regeringsmakten överfördes 1949 till Ulate.
1951 grundade han Partido Liberación Nacional (PLN), Nationella befrielsepartiet, och vann presidentvalet 1953 i en jordskredsseger. Han lovade att hans regering skulle följa en proamerikansk linje, beskrev 1948 års uppror som "medelklassens revolution" och var en tydligt antikommunistisk socialdemokrat. Många sociala och ekonomiska reformer genomfördes under hans regeringstid 1953–1958. PLN kom att dominera Costa Ricas politik i flera decennier, och Costa Rica var under en lång period det mest stabila och demokratiska landet i regionen.
När Costa Rica 1955 invaderades av en styrka från Nicaragua begärde han stöd från Organization of American States (OAS). Med stöd från USA lyckades Costa Rica slå tillbaka invasionen.
Figueres Ferrer valdes 1970 till en ny period som president. Efter valet anklagades han för att fått ekonomiskt stöd från Robert Vesco, en efterlyst amerikanska finansman med kopplingar till kriminell verksamhet som 1972 bosatt sig i Costa Rica.